# Grigore Alexandrescu
Grigore Alexandrescu était un écrivain roumain, né le 22 février 1810 à Târgoviște, et décédé le 25 novembre 1885 à Bucarest. Il est surtout connu en tant qu'un des plus grands fabulistes roumains, influencé par les idées de la Révolution roumaine de 1848.

## Biographie

### Enfance et adolescence
Grigore Alexandrescu est originaire d'une famille de boyards modeste : sa mère était Maria Fusea, son père, connu sous le nom de Mihai Lixăndrescu, était régisseur de domaine. Il est né dans le quartier dit du Lemn à Târgoviște, qui correspond plus ou moins à la rue qui porte aujourd'hui son nom. Il était volontiers vagabond et rêveur, enclin en ce sens par les ruines de la vieille cour du domaine. En matière d'études, il avait une mémoire prodigieuse, pouvait reproduire des scènes de Sophocle et connaissait Anacréon par cœur. Il a étudié avec un précepteur, puis à l'école de grec de Ioan Mitilineu, où il eut à un moment donné comme condisciple Vasile Cârlova. En 1827, il est devenu orphelin de ses deux parents et a déménagé chez un oncle à Bucarest, où il a étudié à l'école française de Jean Alexandre Vaillant, où il s'est aussi lié d'amitié avec Ion Ghica.

### Les débuts de la carrière littéraire
Le 6 mars 1832 eurent lieu ses débuts littéraires avec un poème intitulé Miezul Nopții publié dans Curierul românesc. La même année, il a publié Eliezer şi Neftali, qui comprend à la fois une traduction de Eliezer et Nephtaly de  Jean-Pierre Claris de Florian et des poèmes originaux. Durant cette période de sa vie, il fut hébergé par de nombreuses personnes : le boyard Gheorghe Băleanu, Ion Heliade Rădulescu, qui le publia et prit soin de lui pendant la fièvre typhoïde, Ion Ghica, chez lequel il fit la connaissance du poète Iancu Văcărescu. Il fréquenta aussi la maison du colonel Ion Câmpineanu avec un cercle de jeunes officiers.

### L'influence révolutionnaire et les fonctions politiques
En 1834, Grigore Alexandrescu s'est enrôlé dans l'armée, où il a obtenu le grade de sous-lieutenant et un an après, il a adhéré à la société philharmonique, qui était à la fois une association culturelle, mais aussi plus secrètement politique, opposée au pouvoir russe. Il fut muté à Focșani et affecté au contrôle des documents de voyage ainsi qu'au comptage des bovins qui traversaient la frontière. En octobre 1837, il démissionna et revint à Bucarest, où il fréquenta la « bonne société ». Il eut deux amours : Eliza, mais leur relation s'acheva en 1838, et Emilia, qui préféra qu'ils restassent amis.
Son activité littéraire ne cessa pas durant cette période et il publia une traduction perdue d'Alzire ou les Américains de Voltaire, dont il travailla aussi plus tard sur Mérope. Sa pièce fut jouée à la société philharmonique par ses membres. Il publia aussi des poésies, y compris un second volume en 1838 : certaines eurent un certain retentissement, comme celle sur l'année 1840, qui reflétait ses opinions politiques. C'est peut-être pour cela qu'il fut arrêté trois mois en octobre 1840 pour le complot contre Alexandre II Ghica auquel il n'avait pas participé.
En 1842, il fit avec Ion Ghica, afin de découvrir les monastères d'Olténie, un voyage qui lui inspira des poésies surtout patriotiques publiées la même année par Alecu Donici à Jassy. Les années suivantes, il fut très apprécié par Georges III Bibesco et son épouse parla d'en faire le poète de la cour, poste qu'il déclina. Il progressa cependant significativement dans l'administration. En tant que membre du comité de rédaction de la revue Poporul Suveran, avec Cezar Bolliac, Nicolae Bălcescu et Dimitrie Bolintineanu, il eut néanmoins beaucoup de mal à échapper après 1848 au zèle contre-révolutionnaire. Une fois cette période passée, il enchaîna cependant les fonctions officielles : directeur des archives de l'État, secrétaire du Sénat, directeur de l'équivalent de l'Assistance publique, et même ministre intérimaire des Cultes. Il fut très satisfait de l'Union des principautés roumaines de 1859, pour laquelle il avait lancé une vaste campagne littéraire. Son écriture connut aussi une forme d'apogée avec la publication d'un nouveau volume en 1846, où il abordait les genres épistolaire et satirique, ainsi que la publication, en particulier de ses fables, dans Album ştiinţific şi literar ou même România literară, la revue de Vasile Alecsandri.

### Une fin de vie difficile
Le 29 mai 1860, Grigore Alexandrescu se maria avec Raluca Stamatin, à Focșani. Quelques jours après les noces, il fut atteint d'une maladie mentale incurable que certains dirent même causée par un empoisonnement à la belladone. Certains ont accusé une femme de Bucarest qu'il aurait trahie, Mariţa Berlescu. Elle aurait envoyé comme cadeau de noces un pot de confiture, qui aurait été empoisonnée. Ces hypothèses n'ont toutefois jamais été confirmées. Ses activités littéraires ne furent plus que sporadiques et de l'avis général on ne retrouva jamais l'Alexandrescu d'avant. Il traduisit par exemple pour sa fille Anghelina, née en 1863, les contes bleus de Laboulaye. Il traduisit et fit publier également quelques chants de Jérusalem libérée du Tasse, en 1882. En 1864 lui fut attribuée une rente viagère pour service de l'État. Il mourut et fut enterré pauvrement. Ion Ghica, un des rares présents dans le cortège funèbre, déplora le manque de reconnaissance des hommes.

## Influence et place dans la littérature roumaine
Le critique littéraire Gheorghe Adamescu insiste sur la polémique qui a opposé Grigore Alexandrescu à Ion Heliade Rădulescu, marquante à plusieurs égards. En effet, Heliade Rădulescu avait soutenu et même hébergé et publié Alexandrescu. Il s'agit aussi d'une des premières grandes polémique de la littérature roumaine, qui était encore plutôt balbutiante. Enfin Adamescu souligne que Heliade Rădulescu s'est montré indulgent jusqu'à l'excès avec presque tous les écrivains toute sa vie et ne s'en est guère pris qu'à Alexandrescu, et ce de manière injuste. Tout a commencé en 1837, dans la préface des poésies de Barbu Paris Momuleanu, où Ion Heliade Rădulescu adressa quelques piques à Alexandrescu avant de conclure à la supériorité de Momuleanu. Puis lors de la publication d'une de ses fables, Vulpea, calul, și lupul [Le renard, le cheval et le loup], il poursuivit dans un article de son journal Curier de ambe sexe en se moquant de son arithmétique. Alexandrescu répondit par la fable Le Rossignol et l'âne, où il considère qu'à écouter les exhortations des critiques, on peut se transformer en âne, puis par une allusion dans une épître à Voltaire, dont Heliade Rădulescu avait traduit une pièce. Le journaliste répondit par le poème Ingratul [L'ingrat], où il s'exprima de manière très violente, voire vulgaire. Des années plus tard, une satire d'Alexandrescu, Confesiunea unui renegat [Confession d'un renégat] a également visé Heliade Rădulescu.
Andreia Roman relève ses qualités en matière de versification, sa maîtrise des divers registres de langue, qui le distinguent selon elle de ses contemporains, ainsi que l'importance des influences étrangères dans ses poésies, en particulier celles d'Alphonse de Lamartine et de Jean de La Fontaine.
Nicolae Manolescu consacre de nombreuses pages de son histoire de la littérature roumaine à Alexandrescu et revient notamment sur le mouvement littéraire auquel il aurait appartenu : romantique ou classique. Manolescu défend cependant que dans la littérature nationale romantisme et classicisme n'ont pas existé dans un état de pureté tel qu'il puisse justifier un tel débat. Alexandrescu est alors à rattacher au Biedermeier et le débat littéraire classique consistant à opposer ses œuvres en prose à celles en vers, souvent considérées comme bipolaires, alors que toutes deux offrent des caractéristiques typiques du Biedermeier, devient sans objet. De manière générale, Manolescu tient Alexandrescu en haute considération et pense notamment que nombre de ses fables sont des chefs-d'œuvre et auraient mérité d'être connues du monde entier, citant Câinele și cățelul [Le chien et le chiot], Dreptatea leului, Lupul moralist [Le loup moraliste] ou Boul și vițelul [Le bœuf et le veau].
George Călinescu classait Alexandrescu parmi les romantiques et n'appréciait guère sa prose, qu'il trouvait conventionnelle et l'auteur dépourvu de talent narratif et descriptif. Il trouve aussi son érotisme trop bruyant et peu sincère, certaines de ses épîtres simplistes. Il ne retient guère que l'un ou l'autre poème : Anul 1840 ou Umbra lui Mircea la Cozia.

## Œuvres
- Eliezer și Neftali, poésies, Bucarest, 1832 ;
- Poezii, poésies, Bucarest, 1838 ;
- Poezii, poésies, Jassy, 1842 ;
- Suvenire chi impresii : epistole chi fabule, lettres, fables, Bucarest, 1847 ;
- Meditații : elegii, epistole, satire şi fabule, fables, satires, écrites de voyage, Bucarest, 1863 ;
- Poveşti albastre, traduction des Contes bleus d'Édouard Lefebvre de Laboulaye, Bucarest, 1872 ;
- Eugen Lovinescu, Grigore Alexandrescu : viaţa şi opera lui şi corespondenţa lui cu Ion Ghica, Bucarest, 1928 ; biographie d'Alexandrescu par Eugen Lovinescu, dans laquelle ont été publiées ses lettres à Ion Ghica.

Plusieurs éditions de ses œuvres plus ou moins complètes furent publiées, par exemple celle de Silvian Iosifescu et Iancu Fischer dans les années 1950, celle de Fischer aux éditions Minerva dans les années 1970. Certains de ses textes ont été traduits en hongrois et en allemand.